# Нильссон, Арто
А́рто Хе́ральд Ни́льссон (фин. Arto Harald Nilsson; 19 марта 1948, Хельсинки — 11 июля 2019, там же) — финский боксёр полусредней весовой категории, выступал за сборную Финляндии в конце 1960-х — начале 1970-х годов. Бронзовый призёр летних Олимпийских игр в Мехико, чемпион Скандинавии, участник многих международных турниров и национальных первенств. Также известен как предприниматель.

## Биография
Арто Нильссон родился 19 марта 1948 года в Хельсинки. Активно заниматься боксом начал в раннем детстве, проходил подготовку в местном спортивном клубе Tapanilan Erä. В 1968 году удостоился права защищать честь страны на летних Олимпийских играх в Мехико — сумел дойти здесь до стадии полуфиналов, после чего единогласным решением судей проиграл поляку Ежи Кулею, действующему олимпийскому чемпиону. Получив бронзовую олимпийскую медаль, Нильссон продолжил выходить на ринг в составе национальной сборной, принимая участие во всех крупнейших международных турнирах. Так, в 1970 году он стал чемпионом Финляндии в полусреднем весе и завоевал золотую медаль на чемпионате Скандинавии.
В 1971 году Нильссон во второй раз подряд выиграл национальное первенство, затем съездил на чемпионат Европы в Мадрид, где, тем не менее, выбыл из борьбы за медали уже на ранних стадиях. На чемпионате Финляндии 1972 года занял только третье место и в связи с этой неудачей принял решение завершить карьеру спортсмена, уступив место в сборной молодым финским боксёрам. После завершения спортивной карьеры занялся предпринимательской деятельностью, основал собственную компанию Timanttiset — компания специализируется на поставке импортных часов, ювелирных украшений и подарочной продукции. В 2008 году Арто Нильссон был введён в Финский зал славы бокса.